# Шаир
Шаир (малайск. syair, джави شعير‎ от араб. شعر‎, ши‘р — «поэзия») — жанр в малайской и индонезийской литературе. Исполняющаяся нараспев поэма, состоящая из тяготеющих к восьмисложности четверостиший со сплошной рифмовкой.
Дрожь пронзает его, нарастает сильней

И ответной волной отзывается в ней.

Поцелуи, объятия все горячей,

Содроганья все чаще и вздохи страстней.
Вот мгновенье последнего содроганья –

И поникли тела, утолив желанье.

И под локоть держа её нежной дланью,

Он ведет её в павильон для купанья.

(«Шаир о Кен Тамбухан», перевод Нины Габриэлян)
По содержанию могут быть любовно-авантюрного, исторического, дидактического, религиозно-мистического характера. Известны с рубежа XI—XII вв. Наиболее популярные шаиры:
- «Шаир Баба Конг Сит», описывающий поимку в 1842 году крупного китайского контрабандиста.
- «Шаир об англичанах, напавших на город» о военных действиях на Западной Яве в 1811 г.
- « Шаир о макассарской войне», повествующий о голландско-макассарской войне 1666—1669 гг.
- «Шаир Перанг Ментенг», посвящённый истории покорения Палембанга в 1819—1821 гг.
- «Шаир о Земле Малайской или о войне Паханга и Джохор-Бару» — шаир, созданный на рубеже XIX и XX вв. Описывает многие события в жизни Паханга и Джохора, в том числе поездку султана Паханга в Европу, а также местные традиции и обычаи. Рукопись хранится в Пахангском музее султана Абу Бакара, опубликована в 1982 году под редакцией Яакуба Исы.
- «Шаир о Кен Тамбухан» — романтический шаир.
- «Шаир о Сити Зубайде» — повествует о легендарной войне расположенного в Северной Индии мусульманского государства Кембаят (Камбей) с Поднебесной империей.
- «Шаир о священной войне» — шаир о борьбе народа Аче против голландских колонизаторов.